# Novembre 1983

## Événements
- 2 novembre[1] : une nouvelle constitution accorde certains droits aux métis et aux Indiens en Afrique du Sud.

- 7 - 11 novembre : exercice Able Archer 83 de postes de commandement de l'OTAN afin de s'entraîner aux procédures de commandement, notamment lors du passage d'une guerre conventionnelle à l'utilisation de frappes nucléaires.

- 8 novembre : tremblement de terre à Liège (Belgique) avec une magnitude de 5 sur l'échelle de Richter.

- 15 novembre : proclamation de la république turque de Chypre du Nord. Elle n'est reconnue que par la Turquie.

- 23 novembre : déploiement des premiers Pershing en Allemagne et au Royaume-Uni.

## Naissances
- 2 novembre : Alain Schmitt, judoka français.
- 3 novembre : Sonia Lacen, chanteuse française.
- 6 novembre : Nicole Hosp, skieuse alpine autrichienne.
- 9 novembre : 
  - Jennifer Ayache, chanteuse française.
  - Rebecca Ramanich, judokate française.
- 11 novembre :
  - Arouna Koné, footballeur ivoirien.
  - Philipp Lahm, joueur de football international allemand.
- 12 novembre : Michał Kwiatkowski, chanteur polonais
- 15 novembre :
  - Laura Smet, actrice française.
  - Fernando Verdasco, joueur de tennis espagnol.
  - Olivier Trancart
- 18 novembre : 
  - Tommy Lioutas, acteur canadien.
  - Julia Ducournau, réalisatrice française.
- 21 novembre : Ronald Lamola, homme politique sud-africain.
- 22 novembre : Peter Niemeyer, footballeur allemand.
- 23 novembre : 
  - Manuelle Daumas dite Emma Daumas, chanteuse française.
  - Alain Koffi, basketteur français.
  - Flavour N'abania, chanteur nigérien.
- 24 novembre : Marc Berthod, skieur alpin suisse.
- 25 novembre : 
  - Hovhannes Davtyan, judoka arménien.
  - Jihane Samlal,  kayakiste marocaine.
- 26 novembre : Anthony Joubert, comédien, humoriste et chanteur français.
- 27 novembre : Miguel Ángel Perera, matador espagnol.

## Décès
- 7 novembre :
  - Umberto Mozzoni, cardinal argentin de la curie romaine (° 29 juin 1904).
  - Germaine Tailleferre, compositeur, membre Les Six.
- 28 novembre : Marcel Houyoux, coureur cycliste belge (° 2 mai 1903).